# ワイマカリリ川

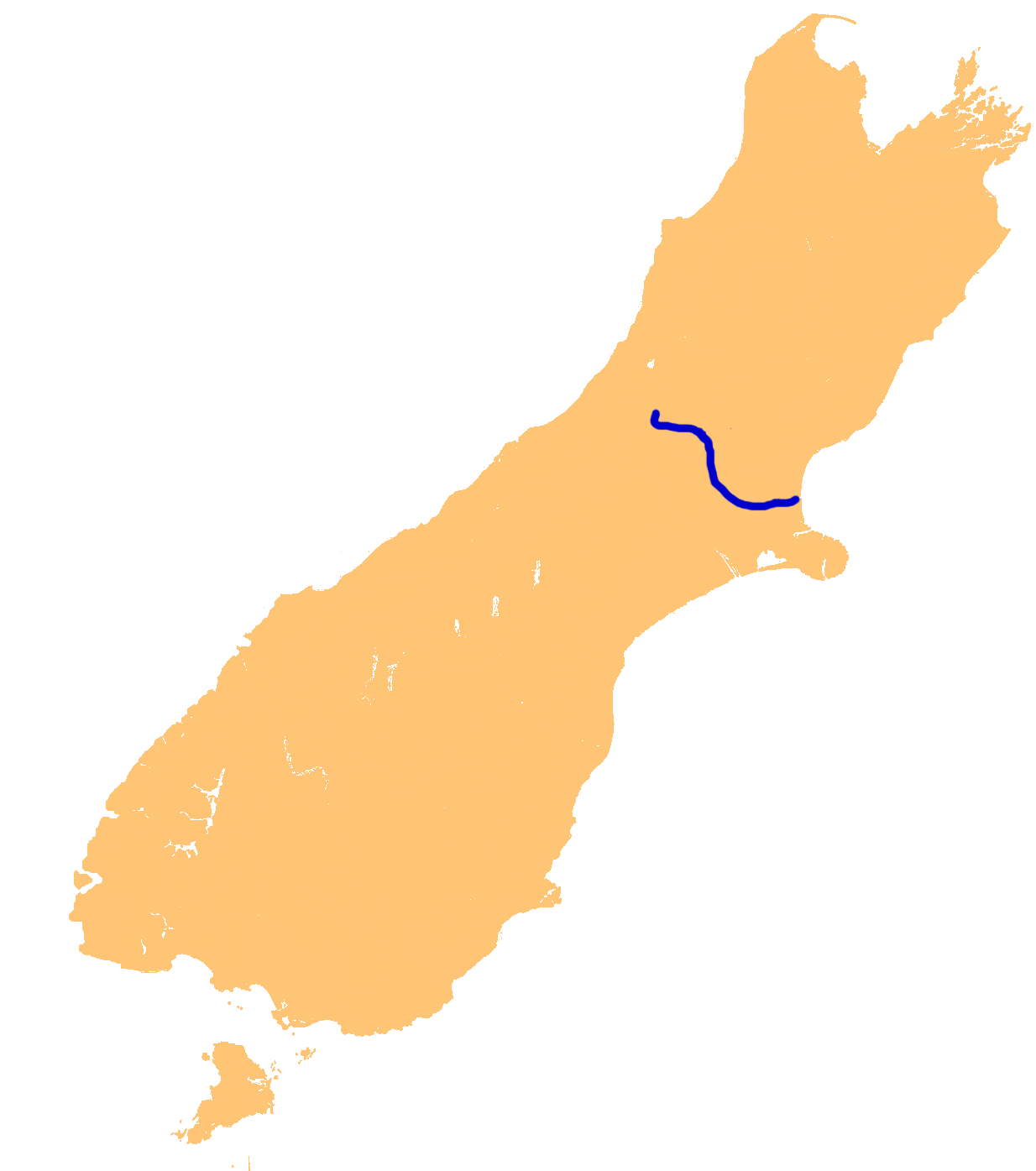
ワイマカリリ川の流路の地図

ワイマカリリ川（Waimakariri River）はニュージーランド南島の東海岸に位置するカンタベリー地方で最も大きな川の一つ。南アルプス山脈に発し、ほぼ南向きにカンタベリー平原を横切って流れ、太平洋に注ぐ。
アーサーズ・パスの8キロメートル南西の南アルプス山脈の西斜面を源流とする。上流の大部分では単一の幅広い河床に網状流路を形成している。カンタベリー平原に近づくと、流れは山地を抜けて狭い狭い峡谷（ワイマカリリ渓谷）に押し込まれ、その後、平野を横切る際には再び網状流路となる。クライストチャーチの北、カイアポイの街の近くで太平洋に流れ込む。
ニュージーランドのほとんどの河川の河床とは異なり、ワイマカリリ川の河床は占有されていない王領地ではなく、カンタベリー地域協議会（環境カンタベリー）に帰属している。

## 名称
「ワイマカリリ」という名称の確実なマオリ語の由来は明らかになっていない。もっとも一般的な名称の翻訳は、マオリ語で「水」意味する wai と、「冷たい」を意味する makariri に由来する「冷たい急流の川」である。しかし、 mākā と riri のどちらもそれぞれ「活発」または「激怒している」と個別に翻訳されることから、名前の確実な語源を特定するのは困難である。この川は、1849年にカンタベリー協会の主任測量士、ジョセフ・トーマスによってコートネイ卿を讃えて短期間コートネイ川と名付けられていた。しかしながら、この名称はすぐに使われなくなり、伝統的なマオリの名称が用いられた。ワイマカリリは口語ではマオリ名の短縮形である「ワイマック」と呼ばれている。

## 地形
ワイマカリリ川の源流は南アルプス山脈にあるアーサーズ・パスの西の谷の谷頭に位置し、主に融雪と氷河からの流出が供給されている。南方向に流れ、スチュワート山のふもとで東に向きを変える。この段階で川は網状流路となり、広い単一の河床を流れるビーリー川と合流する。
エスク川と合流すると、ワイマカリリ川は一連の狭い峡谷に流れ込み、網状流路ではなくなる。この状態は南アルプス山脈の丘陵地帯を流れる間続き、ミッドランド線の線路が南アルプス山脈を横断する経路としても利用されている。ワイマカリリ峡谷の丘陵地帯を出ると、再び幅が広くなり網状流路となる。
カンタベリー平原に入ると、ワイマカリリ川は太平洋に向かってほぼ棟南東方向に流れる。他の網状流路を有する河川と同様に、主な水路は特に流量の多い時期に主な河川敷内で頻繁に変化する。地質学的証拠からは、過去にこの移動性が流路だけではなく河川全体にも拡大し、ある時期には現在のクライストチャーチの場所を通ってエイヴォン・ヒースコート河口に流れ込み、別の時期にはバンクス半島南方のエレズメア湖 / テ・ワイホラに流れ込んでいたことが示されている。クライストチャーチや川の近くの他の集落を守るために、1868年のカンタベリー河川法成立に先駆けて、ヨーロッパ人の入植以来複数の堤防が両岸に設けられた。
現在はクライストチャーチのすぐ北で太平洋に達し、ブルックランズ・ラグーンのそばでペガサス湾に注いでいる。ワイマカリリ川の河口は約50km続くペガサス湾が途切れる数少ない場所の一つである。ペガサス湾に流入する他の2つの河川（アシュリー川 / ラカフリとワイパラ川）とともに、ワイマカリリ川は湾とその海岸平野を形成する堆積物のほぼ全面的な供給源となっている。

## 橋梁
川幅の広さのためにワイマカリリ川を渡る橋の数は限られている。現用の橋は上流から下流の順で以下の通り。

### ビーリー橋
南緯43度01分11秒 東経171度35分47秒 / 南緯43.01981度 東経171.5964度
ビーリー橋はビーリー川との合流点のすぐ上流に位置する。現在のものは1935年に建設された。ステートハイウェイ73号線の一部である。ビーリー橋は1車線なので橋の中央部に待避所が設けられている。遠隔地にあり、また歩道が備えられていない。

### キウイレイル42番鉄橋
南緯43度00分42秒 東経171度42分53秒 / 南緯43.01153度 東経171.7148度
ビーリー橋から約10km下流でミッドランド線が川を横切っている。キウイレイルはこの橋を橋梁資産リストの42番として記録している。この鉄橋はレッド・ビーチ川が流入する地点にある。

### マウント・ホワイト橋
南緯43度00分21秒 東経171度44分49秒 / 南緯43.00573度 東経171.74686度
マウント・ホワイト橋はキウイレイル鉄橋から直線距離で2.7km下流に位置する。この橋はビーリー橋よりもさらに古い橋である。ワイマカリリ川左岸にある橋台はホードン川によって作られた三角州の中にある。

### ワイマカリリ渓谷橋
南緯43度21分36秒 東経172度03分01秒 / 南緯43.35987度 東経172.05027度
ワイマカリリ渓谷橋はマウント・ホワイト橋から直線距離で46km下流に位置する。1877年に完成し、当初は道路とオックスフォード支線の鉄道の両用橋だった。ニュージーランド遺産のカテゴリーII構造物として登録されている。

### 1号線ワイマカリリ橋
南緯43度24分55秒 東経172度38分48秒 / 南緯43.41519度 東経172.64672度
1号線ワイマカリリ橋はクライストチャーチと、その北の地域をステートハイウェイ1号線で結ぶ2本並行した橋。ワイマカリリ渓谷橋から48km下流に位置する。クライストチャーチ北部高速道路の一部として、2020年に両方の橋が2車線から3車線に拡幅され、さらに自転車道が追加された。

### メイン・ノース・ロード橋
南緯43度24分47秒 東経172度39分05秒 / 南緯43.41310度 東経172.65137度
1号線橋の丁度400m下流にメイン・ノース・ロード橋があり、しばしばオールド・ワイマカリリ橋と呼ばれている。この2車線の道路橋は歩行者および自転車のことは考慮されていない。

### キウイレイル第17番鉄橋
南緯43度24分47秒 東経172度39分05秒 / 南緯43.41293度 東経172.65151度
メイン・ノース・ロード橋のすぐ下流で、メイン・ノース線がワイマカリリ川を渡っている。キウイレイルはこの鉄橋を橋梁資産リストの17番として記録している。
ワイマカリリ川にかかる現用の橋
- ビーリー橋
- キウイレイル第42番鉄橋
- マウント・ホワイト橋
- ワイマカリリ渓谷橋
- 1号線橋（北向き）
- メイン・ノース・ロード橋
- キウイレイル第17番鉄橋（隣接するメイン・ノース・ロード橋が背景に見える）

## 環境
カンタベリー平原で最大の河川の一つであるワイマカリリ川は、絶滅危惧種を含む野生生物にとって重要な生息地となっている。河床の乾燥した部分は網状流路が捕食者からの自然の防壁となるのでクロビタイアジサシが生息している。本流と支流にはザリガニ（コウラ Kōura）、ニュージーランドオオウナギ、ショート＝フィンド・イールやその他の多数のヤツメウナギや無脊椎動物などの複数の種類の在来種が生息している。この川はまた、以前はカンタベリー平原の湿地に生息していた絶滅危惧種のカンタベリー・マッドフィッシュ（コワロ）の数少ない生息地の一つであり、川岸の一部にはオレアリア・アデノカルパの既知の2つの個体群の1つが繁殖している。
ワイマカリリ川全体では、移入された魚種もよく見られ、釣りで人気の場所となっている。ニュージーランドのほとんどの地域と同様に、これらの魚種としてはマスノスケと並んでブラウントラウトやニジマスが主なものとなっている。サーモン類の個体群は、カリフォルニアから移入された1900年代初頭にさかのぼり、夏季には河口付近で大きなサーモンの遡上を見ることができる。

## 開発

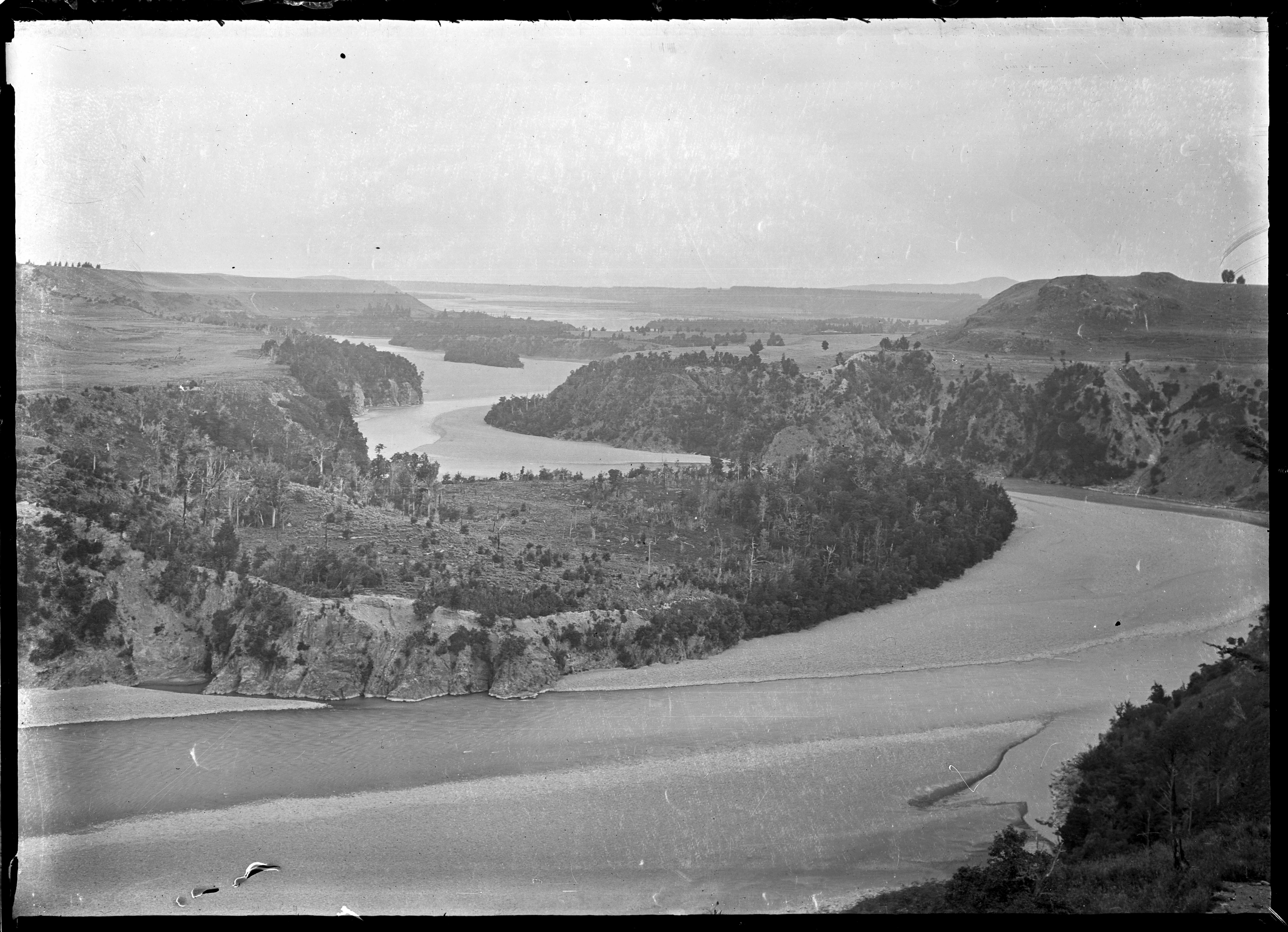
スプリングフィールド近くのコワイ・ブッシュの川の眺め、1927年

1923年に主にクライストチャーチに電力を供給するための水力発電ダムのために川の調査が行われた。ダム建設は地域からの支援は得られたが、政府がコールリッジ湖計画から安価な電力を供給したので、ダム建設は行われなかった。
中央平原水源トラストは、中央平原の水資源の強化計画の一環としてワイマカリリ川の2地点から毎秒40立方メートルをくみ上げることを提案している。

## 汚染

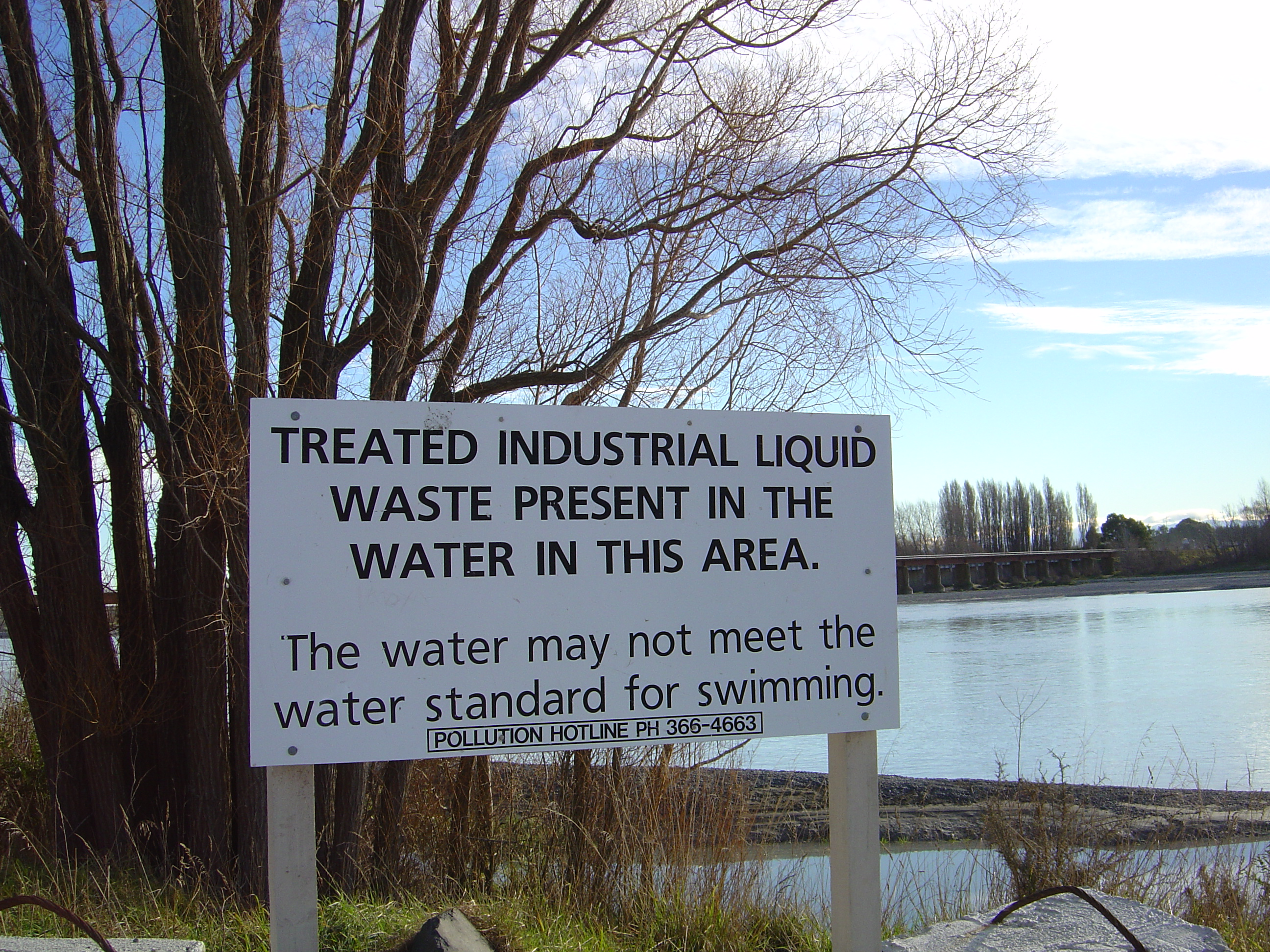
下流部の水質汚染の兆候

2007年にワイマカリリ川はニュージーランドで最も汚染された10本の河川の一つにランク付けされた。汚染の一部は川の近くの食肉加工工場や羊毛たわしなどの産業からの廃液によって引き起こされた。廃液は無処理で直接放流されていたが、2012年時点では市の下水処理施設に送られている。排水に関する資源についての同意事項にはいくつかの不適合の問題があった。